# Pat Saiki

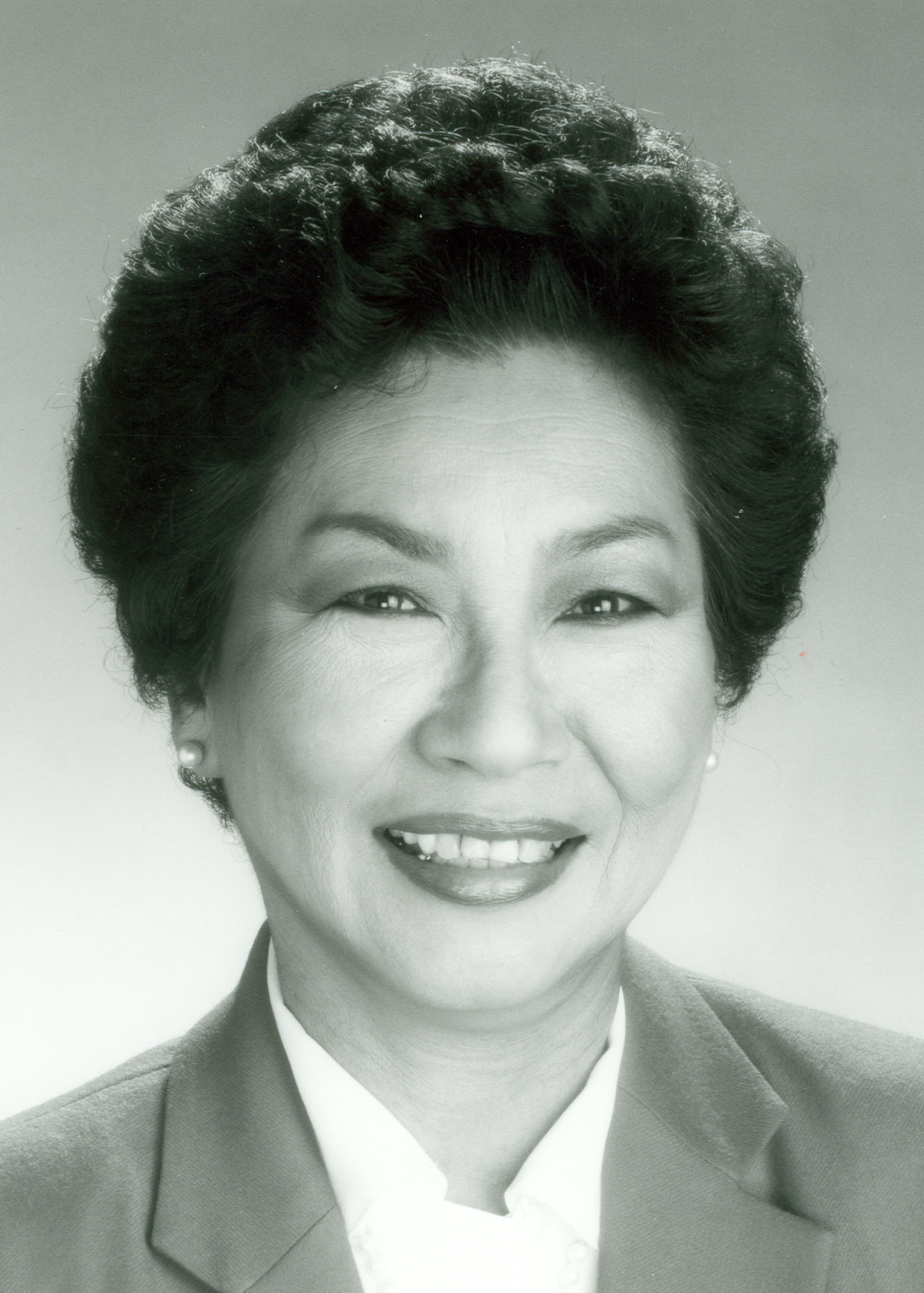
Pat Saiki

Patricia Fukuda "Pat" Saiki, född 28 maj 1930 i Hilo, är en amerikansk republikansk politiker. Hon representerade delstaten Hawaiis första distrikt i USA:s representanthus 1987–1991.
Saiki gick i skola i Hilo High School. Hon utexaminerades 1952 från University of Hawaii at Manoa. Hon var ledamot av Hawaii House of Representatives, underhuset i delstatens lagstiftande församling, 1968–1974. Hon var sedan ledamot av delstatens senat 1974–1982.
Demokraten Neil Abercrombie besegrade Saiki i fyllnadsvalet 1986. Saiki vann sedan i kongressvalet 1986 och efterträdde Abercrombie som kongressledamot i januari 1987. Hon omvaldes 1988. Hon ställde inte upp för omval i kongressvalet 1990 och efterträddes som kongressledamot av företrädaren Abercrombie.
Saiki var republikanernas kandidat i guvernörsvalet 1994. Hon kom på tredje plats. Demokraten Ben Cayetano vann valet med 36,58% av rösterna och borgmästaren i Honolulu Frank Fasi kom på andra plats med 30,67%. Fasi ställde upp för Best Party of Hawaii. Saiki fick 29,24% av rösterna.